# Childeberto II
Childeberto II (570-595) fue rey de Austrasia, hijo de Sigeberto I y Brunegilda.

## Biografía
Cuando su padre fue asesinado en el 575, por dos esclavos de Fredegunda, Childeberto fue sacado de París hacia Metz, por Gundebaldo, uno de sus fieles y fue reconocido rey. Tenía sólo 5 años de edad y durante su larga minoría, el poder estuvo disputado entre su madre Brunegilda y los nobles.
Chilperico, rey de París, y el rey Gontrán de Borgoña, buscaron aliarse con Childeberto, el cual fue adoptado por ambos, a turnos. Pero después del asesinato de Chilperico en el 584, y los peligros ocasionados a la monarquía franca por la expedición de Gundebaldo en el 585, Childeberto fue finalmente adoptado por Gontrán.
Mediante el Pacto de Andelot en el 587, Childeberto fue reconocido como heredero de Gontran. Con la ayuda de su tío dominó las revueltas de los nobles y tuvo éxito en el sitio del castillo de Woëwre. Durante su vida se hicieron muchos atentados por parte de Fredegunda, que estaba ansiosa de asegurar la herencia de Gontran para su hijo Clotario II.
También es conocido por haber completado la ley sálica, mediante un decreto.
Childeberto tuvo relaciones con el Imperio bizantino y luchó en el 585 en nombre del emperador Mauricio contra los lombardos en Italia.
A la muerte de Gontran en el 592, envenenado, Childeberto se anexiona el reino de Borgoña, y hasta contempla la posibilidad de amenazar las propiedades de Clotario para convertirse en único rey de los francos. Murió en el año 595 dejando dos hijos Teodeberto y Teoderico, habidos con su mujer Faileuba.